# 柳家金蔵
柳家 金蔵（やなぎや きんぞう、生没年不詳・1960年?没）は、落語家。本名∶中村 良三。

## 経歴
元は上方の噺家で1912年に6代目林家正楽の門下で正輔。1914年、5年ころに正團治。このころの渾名を背が高いことから『通天閣の正團治』だったと言う。
故に1921年に東京に上京し睦会に所属し1922年に6代目春風亭柳枝の門下で柳窓と改名（この改名で真打昇進？）。睦を離れ研成会を経て、1929年に金語楼一座で金蔵となった。
その年の読売新聞『講談落語一百人』には『上方弁であるが落ち着いた話し振りに不思議な味を持っていて、何させても危な気なくこなすところ、近頃の新進としては珍しい堅実さである』と評され、どこか師匠柳枝と風采が似ていたという。戦時中は顔付も見られなくなるが、戦後2代目桂小南に稽古をつけたのをきっかけに1955年に日本芸術協会（現：落語芸術協会）に加入し高座に復帰。1960年1月の下席の顔付まで見えるがその後不明。そのころ死去した模様。
音源は唯一文化放送に金語楼と共に録音したのが残されている。演題は「名違い」。